# Смяч (Сновский район)
Смяч (укр. Смяч) — село в Сновском районе Черниговской области Украины. Население 868 человек. Занимает площадь 0,357 км².
Код КОАТУУ: 7425886001. Почтовый индекс: 15240. Телефонный код: +380 4654.

## Власть
Орган местного самоуправления — Смячский сельский совет. Почтовый адрес: 15240, Черниговская обл., Корюковский район, с. Смяч, ул. Молодёжная, 14.

## История
В ХІХ столетии село Смячь было в составе Старо-Руднинской волости Городнянского уезда Черниговской губернии. В селе была Троицкая церковь. Священнослужители Троицкой церкви:
- 1745 - священник Филимон Ефимович и священник Кирилл Михайлович

## Персоналии
- В братской могиле в с. Смяч похоронен Герой Советского Союза С. А. Зудлов.